# Giorgia Cecere
Giorgia Cecere (Castrignano del Capo, 6 aprile 1961) è una sceneggiatrice, regista e scrittrice italiana.

## Biografia
Dopo aver studiato al Centro sperimentale di cinematografia ed aver ricoperto diversi ruoli di secondo piano in alcune produzioni cinematografiche ha debuttato come sceneggiatrice nel film Il ladro di bambini assieme a Gianni Amelio, Sandro Petraglia e Stefano Rulli nel 1992. Il film ricevette la candidatura al David di Donatello come migliore sceneggiatura.
Successivamente ottenne la nomina al miglior soggetto ai Nastri d'argento per i film Sangue vivo, nel 2001, e Il miracolo nel 2004.
Dopo aver scritto la sceneggiatura o l'adattamento televisivo per diversi episodi delle serie I Cesaroni, Corto Maltese e Sandokan - La tigre della Malesia,  ha diretto la sua opera prima, Il primo incarico, nel 2010. Il film ha ricevuto una candidatura al premio Controcampo italiano al Festival cinematografico di Venezia nel 2010 ed ha vinto il premio N.I.C.E. nel 2011.
Dopo altre sceneggiature ha diretto il suo secondo film, In un posto bellissimo, nel 2015.

## Filmografia

### Regista e sceneggiatrice
- Il primo incarico, 2010
- In un posto bellissimo, 2015
- Sulla giostra, 2021

### Sceneggiatrice
- Il ladro di bambini, regia di Gianni Amelio, 1992
- Sandokan - La tigre della Malesia, serie TV 5 episodi, 1998-1999
- Sangue vivo, 2000
- Corto Maltese, serie TV 3 episodi, 2002
- Il miracolo, regia di Edoardo Winspeare, 2003
- I Cesaroni, serie TV 4 episodi, 2008
- Il primo incarico, 2010
- In un posto bellissimo, 2015
- L'amore rubato, regia di Irish Braschi, 2016